# Christoffer Leijoncrona
Christoffer Leijoncrona, född omkring 1662 i Stockholm, död den 8 april 1710, var en svensk skald och diplomat. Han var son till drottning Kristinas hovskräddare, sedermera hovintendenden Johan Holm, 1653 adlad Leijoncrona.

## Biografi
Christoffer Leijoncrona blev student vid Uppsala universitet 29 maj 1677, kommissionssekreterare vid engelska hovet 1688, resident där 6 april 1697 och envoyé vid engelska hovet 3 november 1703. Han kvarstannade i London fram till sitt död.
Den 1 december 1701 utsågs han till Fellow of the Royal Society. Leijoncronas poesi visar förtrogenhet med den kontinentala renässanspoesin. Han har kallats för vår förste naturlyriker. Leijoncrona var gift med sin företrädares i London, Johan Leijonbergh, styvdotter Francoise Vachell (tidigare har hennes namn angetts som Whittkell/Hwittkell). Av deras åtta barn nådde de fyra döttrarna vuxen ålder. Alla fyra sönerna dog tidigt. 
Ett porträtt av Christoffer Leijoncrona, målat av den svenske konstnären Michael Dahl och tillhörande Nationalmuseum i Stockholm, finns på det svenska ambassadörsresidenset i London.
Christoffer Leijoncronas samlade dikter utgavs av Per Hanselli 1863.

## Bevarade dikter

### Begravningskväde
- Tvenne Herdars Samtal (1679)

### Heroid
- Habor och Signill (Barockens erotiska modediktning)